# Фрімонт (Юта)
Фрімонт (англ. Fremont) — переписна місцевість (CDP) в США, в окрузі Вейн штату Юта. Населення — 167 осіб (2020).

## Географія
Фрімонт розташований за координатами 38°27′20″ пн. ш. 111°36′54″ зх. д. / 38.45556° пн. ш. 111.61500° зх. д. (38.455450, -111.614958).  За даними Бюро перепису населення США в 2010 році переписна місцевість мала площу 4,54 км², уся площа — суходіл.

## Демографія
Згідно з переписом 2010 року, у переписній місцевості мешкало 145 осіб у 53 домогосподарствах у складі 37 родин. Густота населення становила 32 особи/км².  Було 96 помешкань (21/км²).
Расовий склад населення:
| - 97,9 % — білих - 0,7 % — азіатів |

До двох чи більше рас належало 1,4 %. Частка іспаномовних становила 2,1 % від усіх жителів.
За віковим діапазоном населення розподілялося таким чином: 36,6 % — особи молодші 18 років, 49,6 % — особи у віці 18—64 років, 13,8 % — особи у віці 65 років та старші. Медіана віку мешканця становила 31,5 року. На 100 осіб жіночої статі у переписній місцевості припадало 81,2 чоловіків;  на 100 жінок у віці від 18 років та старших — 84,0 чоловіків також старших 18 років.
За межею бідності перебувало 4,7 % осіб, у тому числі 0,0 % дітей у віці до 18 років та 30,0 % осіб у віці 65 років та старших.
Цивільне працевлаштоване населення становило 47 осіб. Основні галузі зайнятості: виробництво — 38,3 %, сільське господарство, лісництво, риболовля — 38,3 %, мистецтво, розваги та відпочинок — 19,1 %, освіта, охорона здоров'я та соціальна допомога — 4,3 %.